# Winwick (Northamptonshire)
Winwick is een civil parish in het bestuurlijke gebied Daventry, in het Engelse graafschap Northamptonshire. De huidige nederzetting zit ten noorden van West Haddon. Een 16e eeuw baaksteen manoir blijf op de plaats van de nederzetting.  De bevolking is opgenomen in de civil parish van West Haddon. 

## Etymologie
De naam van het dorp betekent 'gespecialiseerde boerderij van Wina'.  Uit enkele spellingen blijkt dat het ook "gespecialiseerde boerderij in een hoek" zou kunnen betekenen. De naam zou echter ook afkomstig kunnen zijn van het Oudengelse "Wicinel" dat "kleine gespecialiseerde boerderij" betekent. 